# Ядро кометы

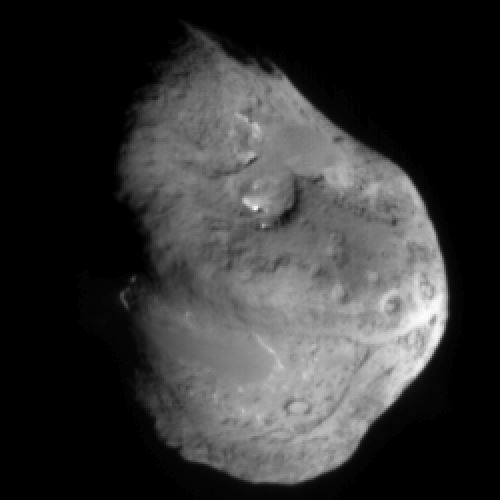
Ядро кометы Темпеля 1

Ядро — твёрдая часть кометы, имеющая сравнительно небольшой размер. Вокруг ядра активной кометы (при его приближении к Солнцу) образуется кома.

## Состав и внутреннее строение
Ядра комет состоят изо льда с добавлением космической пыли и замороженных летучих соединений: монооксида и диоксида углерода, метана, аммиака.
Согласно другой гипотезе, предложенной Александром Гончаровым, кометные ядра — это пролетевшие через кольца планет-гигантов астероиды, унесшие часть летучего вещества. То есть, ядро преимущественно каменное, железное или железокаменное. Эксперименты «Вега» и «Джотто», а также «Дип импакт» говорят в пользу такой гипотезы.

## Альбедо и структура поверхности
Ядро имеет довольно низкое альбедо, около 4 %. Согласно основной гипотезе, это объясняется наличием пылевой матрицы, образующейся при испарении льда, и накоплении пылевых частиц на поверхности, подобно тому, как нарастает слой поверхностной морены при отступании ледников на Земле. Исследование кометы Галлея зондом «Джотто» выявило, что она отражает только 4 % от падающего на неё света, а «Deep Space 1» измерил альбедо кометы Борелли, которое составило только 2,5-3,0 %.
Также существуют предположения, что поверхность покрыта не пылевой матрицей, а матрицей из сложных органических соединений, тёмных, как дёготь или битум. Гипотетически, на некоторых кометах с течением времени активность может сойти на нет, с прекращением сублимации.

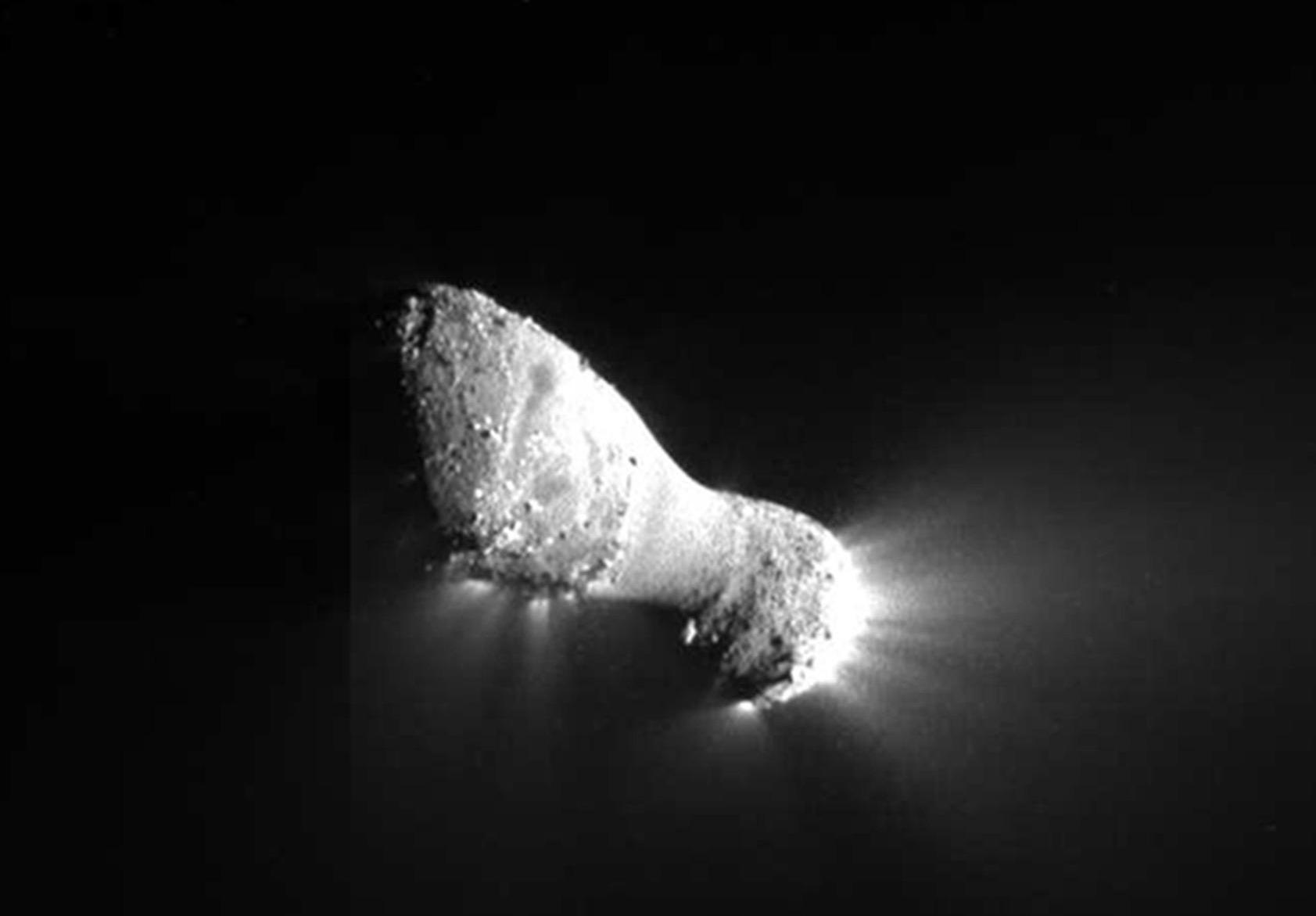
Ядро кометы 103P/Hartley, снятое 4 ноября 2010 года КА Deep Impact

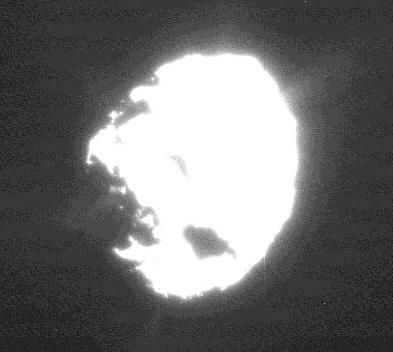
Струи газа из ядра кометы Вильда

## История исследований

### Исследования космическими аппаратами
На настоящий момент мало комет, ядра которых наблюдались непосредственно. Использование космических аппаратов позволило исследовать их кому и ядра непосредственно, и получить крупноплановые снимки.
- Комета Галлея стала первой кометой, исследованной с помощью космических аппаратов. 6 и 9 марта 1986 года «Вега-1» и «Вега-2» прошли на расстоянии 8890 и 8030 км от ядра кометы. Они впервые в истории сделали снимки внутреннего гало и ядра, а также провели ряд инструментальных наблюдений. Благодаря их наблюдениям удалось скорректировать орбиту следующего космического аппарата — зонда Европейского космического агентства «Джотто», благодаря чему удалось 14 марта подлететь ещё ближе, на расстояние 605 км. Также свой вклад в изучение кометы внесли и два японских аппарата: «Суйсэй» (пролёт 8 марта, 150 тысяч км) и «Сакигакэ» (10 марта, 7 млн км, использовался для наведения предыдущего аппарата). Все эти 5 космических аппаратов, исследовавших комету Галлея во время её прохода в 1986, получили неофициальное название «Армада Галлея».
- С кометой Борелли 21 сентября 2001 года сблизился космический аппарат «Deep Space 1», получив наилучшие на тот момент снимки ядра кометы[2].
- Комета Вильда 2 в 2004 году была исследована космическим аппаратом Стардаст. Во время сближения на расстояние до 240 км был выяснен диаметр ядра (5 км), зафиксированы 10 струй газа (джетов), извергающихся с его поверхности.
- Комета Темпеля была основным объектом миссии НАСА «Дип Импакт». 4 июля 2005 года выпущенный зонд «Импактор» столкнулся с ядром, приведя к выбросу горных пород объёмом около 10 тыс. тонн.
- Комета Хартли была вторым объектом исследования миссии «Дип Импакт», сближение произошло 4 ноября 2010 до расстояния 700 км. Были замечены мощные джеты, в которых отмечались крупные обломки вещества кометы размером с баскетбольный мяч.
- С кометой Чурюмова-Герасименко в 2014 году сблизился космический аппарат «Розетта», 12 ноября 2014 произошла посадка спускаемого модуля «Филы» на ядро. До конца 30 сентября 2016 года «Розетта» сопровождала комету в полёте вокруг Солнца[3].